# Türkiye Cumhuriyeti Devlet Demiryolları

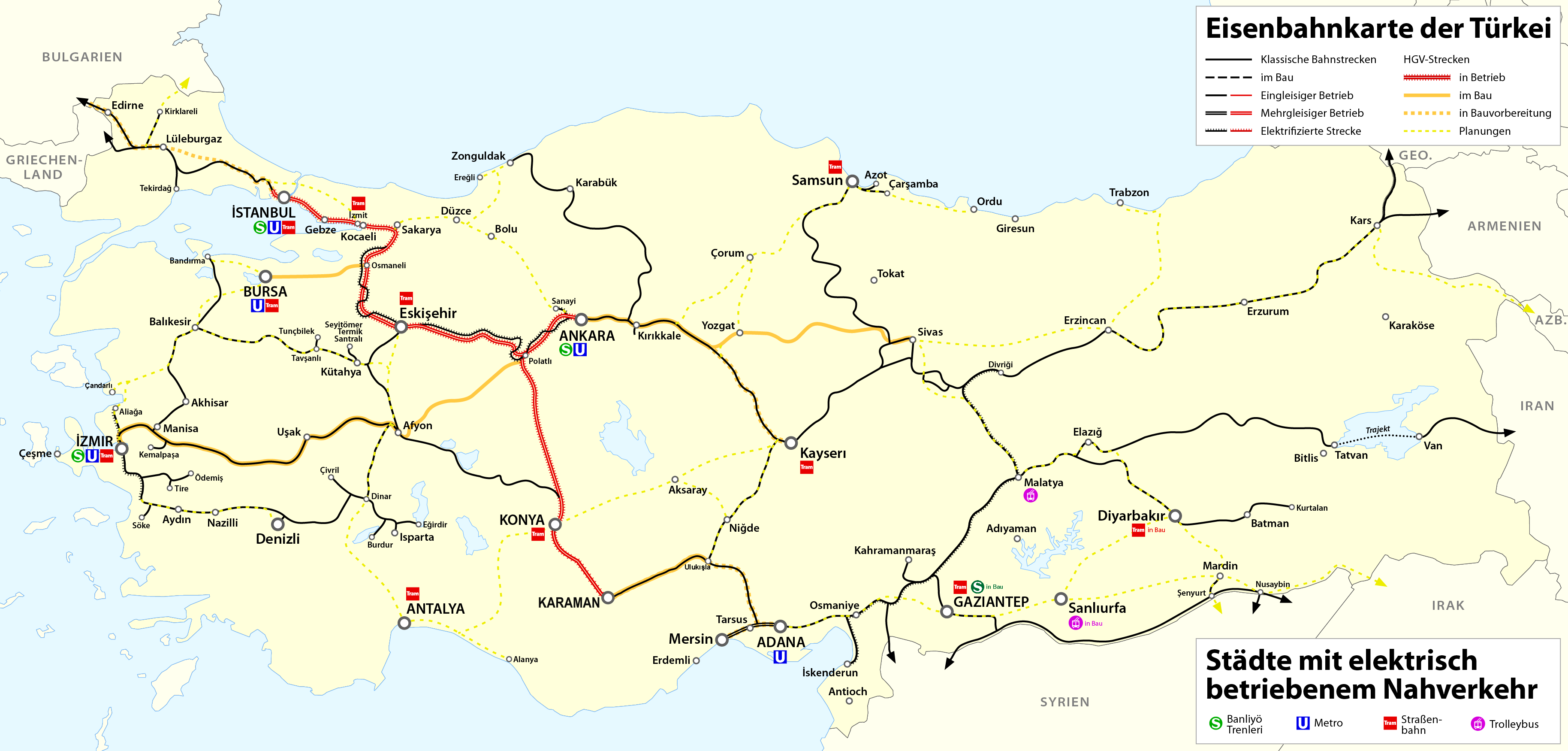
Linjekarta.

Türkiye Cumhuriyeti Devlet Demiryolları, förkortat TCDD, är det statliga företaget för järnvägarnas infrastruktur (banorna) i Turkiet. Företaget bildades 1927 efter att tidigare privatägda järnvägsbolag hade förstatligats och hade då hand även om person- och godstrafiken. Sedan 1 januari 2017 utförs all trafik av ett nytt bolag TCDD Taşımılık A.Ş. (TCDD Trafik) även det statsägt. Båda företagen har huvudkontor i Ankara.

## Historia
De tidigaste järnvägarna i Turkiet var korta banor från hamnstäder tillkomna som bolag med engelskt och franskt kapital, bland annat från Izmir, Mersin och Mudanya (nära Bursa). Den tyske järnvägsingenjören Wilhelm Pressel ledde järnvägsbygget i Turkiets europeiska del och slutförde där Orientbanan (Compagnie des Chemins de fer Orientaux, CFO) till Konstantinopel (nu Istanbul). Han utsågs till chef för de ottomanska järnvägarna och ledde bygget av järnvägen Haydarpaşa till Izmit. Pressel utarbetade också en plan för ett 6 800 km omfattande järnvägsnät i Anatolien, med fortsättning från Izmit till Konya och Ankara (då Angora). Det tyska intresset för järnvägsbyggande i dåvarande Ottomanska riket ökade genom de resor till Konstantinopel som Tysklands kejsare Wilhelm II gjorde 1889, 1898 och 1917. Ett bolag för Anatoliska järnvägen (Société du Chemin de fer Ottoman d'Anatolie, CFOA) bildades. I detta deltog tyska banker och företag. Järnvägen nådde Ankara 1892 och den från Eskişehir avgrenade sydligare huvudlinjen nådde Konya 1896. Härefter övergick intresset till järnvägens utbyggnad till Bagdad. Detta projekt, Bagdadbanan, blev för ett par årtionden en stor geopolitisk fråga. 1903 bildades ett bolag (Société Impériale du Chemin de fer du Bagdad, CIOB) och en första etapp om 200 km öppnades från Konya till Bulgurlu. Bagdadbanan blev klar först år 1940.

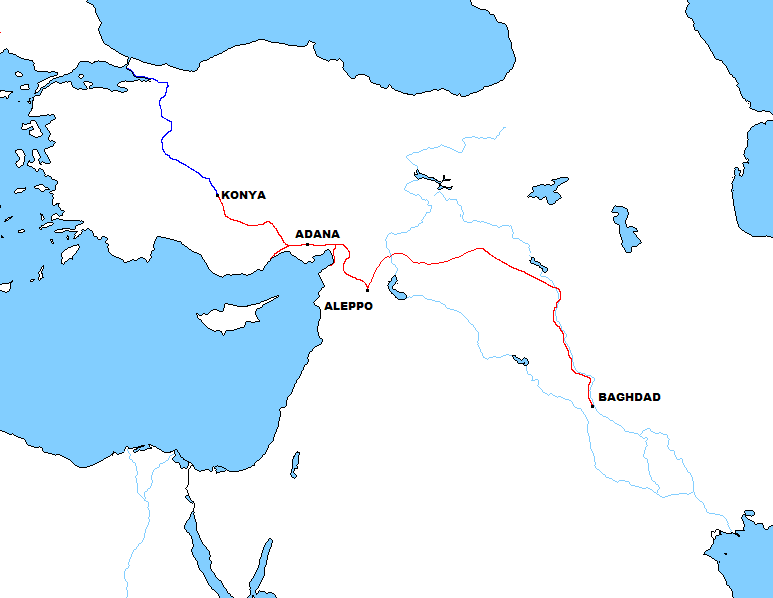
Karta över Bagdadbanan, i rött, och Anatoliska banan.

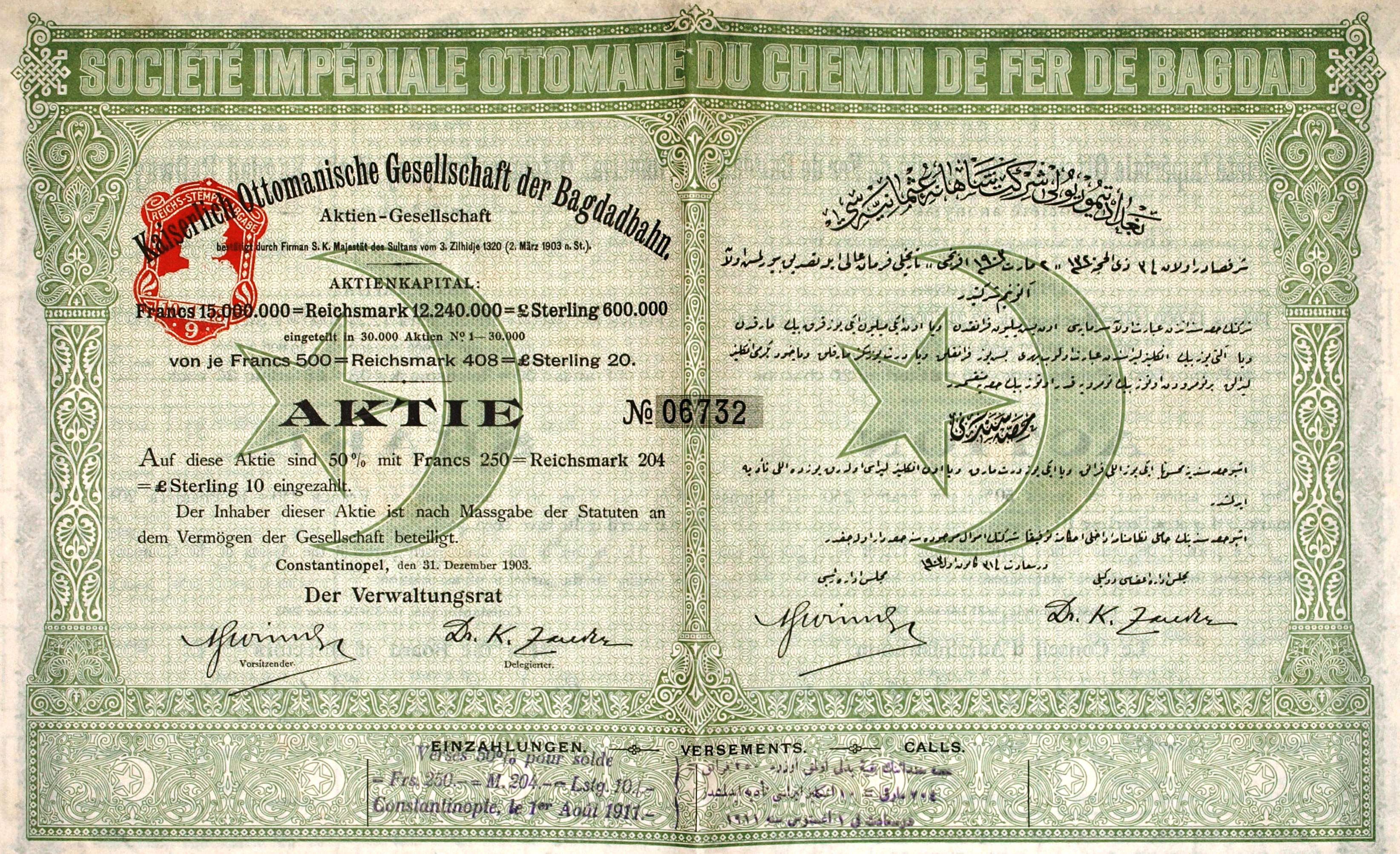
Aktie i Bagdadbanan, 1903

Efter bildandet av republiken Turkiet inleddes ett förstatligande av de olika järnvägsbolagen. TCDD bildades 1927. En fortsatt utbyggnad av järnvägar till östra delen av Anatolien genomfördes med en huvudlinje från Ankara till Kayseri, Sivas, Erzurum och Kars. Två banor byggdes från denna till hamnstäderna Zonguldak och Samsun vid Svarta havet. I sydöstra Turkiet byggdes järnvägen fram till Tatvan vid västra sidan av Vansjön med färja till Van på östra sidan. Därifrån byggdes järnväg in i Iran.

## TCDD - infrastruktur
Omfattar ett järnvägsnät om cirka 11 000 km.

## TCDDT - person- och godstrafik

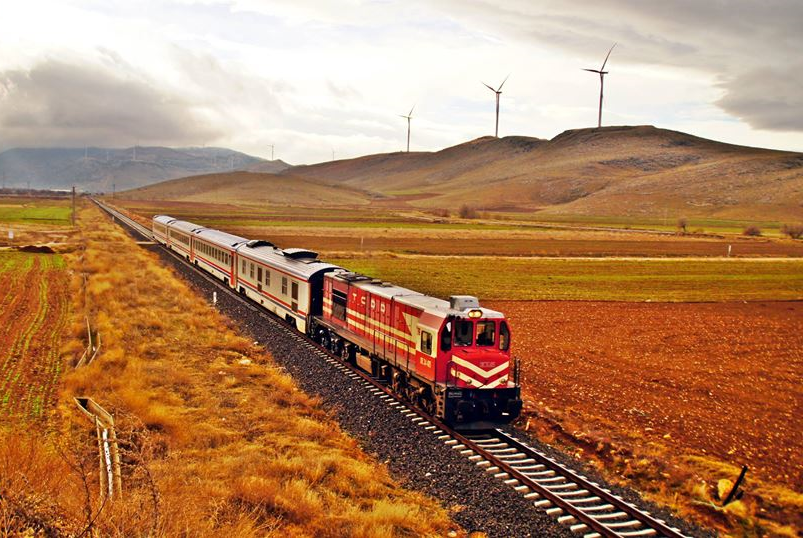
Ett tåg i Turkiet (Pamukkale Ekspresi).

Persontrafiken genomförs i följande kategorier.
- Höghastighetståg (YHT, Yöksek Hizli Tren) för hastighet upp till 300 km/h på nybyggda banor. Trafiken började år 2014.
- Fjärrtåg på stambanorna (Anahat tren), motsvarande express- och intercitytåg.
- Regionaltåg (Bölgesel).
- Förortståg (Banliyö trenleri).
- Internationella tåg (Uluslararasi) till Bulgarien och norrut.

För höghastighetstrafiken har bl.a. tåg av typen Velaro beställts från Siemens. Ett första tåg sattes in 2015 mellan Ankara och Konya.